# 象形符号

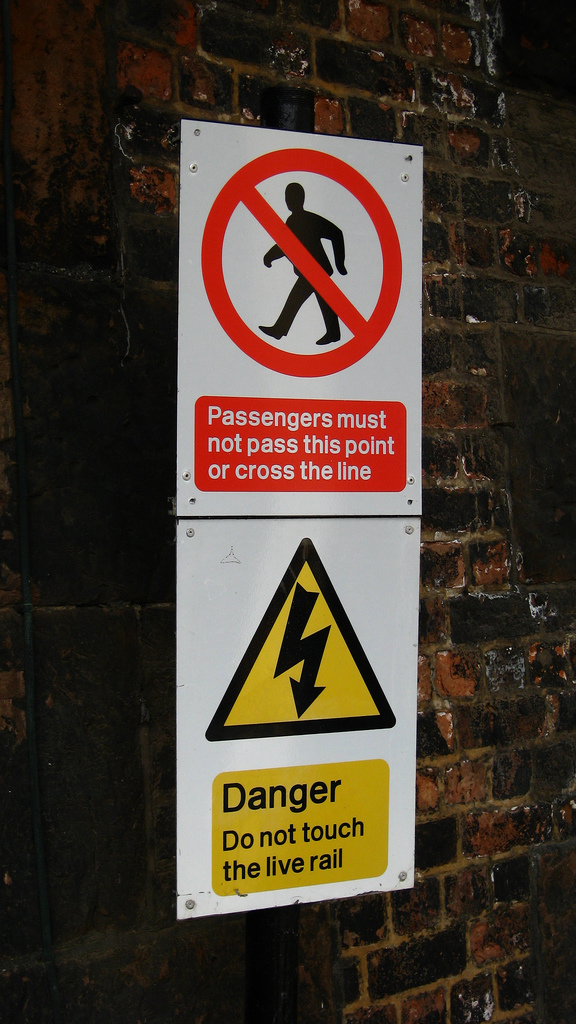
铁路象形符号

象形符号（英文：pictogram，亦稱象形图、形图或象形文字），是既有象形畫義又有定義且能依定義作文的符號。

## 简介
早期的书写符号是基于象形符號和表意符号而製造的。兩者的分別為：
象形符号（pictogram）描繪出所需要象徵的意思相似的圖片，现常用于标志（包括道路交通标志和化学警告标志）；而表意符号（ideogram）描述所表现的概念的符號，现常用于计数系统（包括数学符号）、绘文字(emoji)。
普遍人认为象形符号比表意符号更早出现，兩種符號在公元前9千年就被世界上许多文明中使用，並在前5千年开始发展成为意音文字。至今象形符号仍然被非洲、美洲和大洋洲的一些未开發文明作为书面通信的主要媒介，而且在许多现代文明中经常作为简单的符号。
最早的象形符号的使用是在美索不达米亚，比著名的苏美尔楔形文字（最早大约是公元前3400年）更早。远在公元前9千年，带有简单图画的象征物就被用於标记基本的农产品，到了公元前6千年，随着城市的增加和基本工艺技巧的普及，更多复杂的象形符号象征物被发明来标记工业品。最终，粘土板代替了象征物，用被称为笔的钝头芦苇来描画符号。由笔所留下的痕迹是楔形的，所以被称为楔形文字。
虽然书写的漢字常被视为由象形符号所组成，但现在所使用的汉语字符裡只有少于1%直接来源于象形符号。象形符號除了在漢語中被組成，羅馬字母亦同時有象形符号的起源。例如，字母「A」代表了一只公牛的头，假如将「A」字上下颠倒，就能见到一个带角的牛头。
在現今的日常生活中，象形符号仍被用於标志或指示等等之上，因为象形符號的造型自然而且形式直观。譬如，象形交字被广泛用於指示公共厕所、或使用在机场和火车站等地方上，以方便不精通於他國語言的旅客，使之瞭解其指示牌內容。但是，这些符号又具有高度的文化特殊性。例如在某些文化中，男人可能會穿着类似裙子的服装，這樣就會令擁有該文化的人，誤會男女洗手間的標誌，以致象形符號並不能全球通用。
尽管有人认为现代派诗人艾兹拉·庞德将象形符号传入美洲，但是法国超现实主义者准确地相信，是阿拉斯加的太平洋西北美洲印第安人最早通过图腾柱将象形符号传到北美洲。

## 标准制定
在《国际标准ISO 7001：公共信息符号》（ISO 7001: Public Information Symbols）中，定义了标准的象形符号集。此外，其他通用的象形符号集包括：被用于衣物标签的「洗衣符号」和「危险化学品标志」。
美国使用的是美国交通部和美国设计师学会共同制定的AIGA符号。
1994年，中华人民共和国制定《GB 10001-94 公共信息标志用图形符号》，共发布了79个标准符号，其中部分采用自《国际标准ISO 7001: Public Information Symbols》。
在使用两种或多语言的国家与地区，典型的交通标志常常是没有文字的符号。在大部分欧洲国家和加拿大的部分地区有这种情况。在这些地方的大部分标志，使用抽象的符号代替图片，它们不能被认为是真正的「象形符号」。

## 外部連結
- Pictogram & Communication: About 1,500 practical pictograms based on Design principles of pictorial symbols for communication support(JIS T 0103:2005)（页面存档备份，存于）
- CAPL:The Culturally Authentic Pictorial Lexicon, photographic illustrations of objects for multiple languages（页面存档备份，存于）
- Pictogram Encyclopedia, The collection site of more than 500 pictograms, Pictograms are categorized, and easy to find unique pictogram
- Pictopen（页面存档备份，存于） - Modern Pictographic Writing
- NounProject（页面存档备份，存于） - Free Pictograms under open licences
- Modern Pictograms（页面存档备份，存于） - Explore word and pictogram relationships